# Michail Michajlovič Golicyn (1731-1804)
Principe Michail Michajlovič Golicyn (in russo Михаил Михайлович Голицын?; Mosca, 18 luglio 1731 – Mosca, 21 gennaio 1804) è stato un ufficiale russo.

## Biografia
Era il figlio di Michail Michajlovič Golicyn, e della sua seconda moglie, Tat'jana Kirillovna Naryškina.

## Carriera
Nel 1781 fu maresciallo della nobiltà.

## Matrimonio
Sposò, il 15 settembre 1757, Anna Aleksandrovna Stroganova (1739-1816), figlia del barone Aleksandr Grigor'evič Stroganov. Ebbero dieci figli:
- Dmitrij Michajlovič (25 agosto 1758-25 dicembre 1782);
- Michail Michajlovič (16 agosto 1759-21 ottobre 1815);
- Ekaterina Michajlovna (15 gennaio 1763-1823);
- Anastasija Michajlovna (14 agosto 1764-10 novembre 1854);
- Michail Michajlovič (15 febbraio 1766-1766);
- Elizaveta Michajlovna (2 settembre 1768-16 agosto 1833), sposò Aleksandr Petrovič Ermolov, ebbero tre figli;
- Tat'jana Michajlovna (30 settembre 1769-8 novembre 1840), sposò il principe Ivan Ivanovič Prozorovskij, ebbero una figlia;
- Aleksandr Michajlovič (8 settembre 1772-31 luglio 1821);
- Sergej Michajlovič (9 luglio 1774-7 febbraio 1859);
- Elena Michajlovna (1776-18 giugno 1855).

## Morte
Morì il 21 gennaio 1804. Fu sepolto nel monastero Donskoj a Mosca.